# Mikołaj Fanello
Mikołaj Fanello na Bystrzycy herbu własnego – stolnik lubelski w latach 1578–1588, dworzanin Stefana Batorego.
Syn kuchmistrza koronnego Zygmunta i Barbary z Charlęskich.